# Alfred Sveistrup Poulsen
Alfred Sveistrup Poulsen, född den 14 januari 1854 i Roskilde, död den 26 januari 1921 i Viborg, var en dansk biskop i lutherska Den danske folkekirke.
Poulsen, som avlade teologisk ämbetsexamen 1878, blev 1883 slottspräst i Köpenhamn, 1896 domprost i Roskilde och 1901 biskop i Viborg. År 1886 tog Poulsen licentiatgraden med avhandlingen Det gamle Testament i Christi Taler. Han reviderade jämte J.L. Ussing översättningen av Nya testamentet (1895-97) och utgav en rad apologetiska skrifter, bland annat Fra Kampen om Mosebøgerne (1890), Liv og Lære (1916), Hvad er evangelisk-luthersk? (1917) och Lutherminder (samma år). År 1918 höll han i Uppsala föredrag i serien av Olaus Petri-stiftelsens föreläsningar.

## Utmärkelser
- Riddare av Dannebrogorden,  1887[2]
- Dannebrogsmännens hederstecken,  1905[2]
- Kommendör av Dannebrogorden,  1907[2]

[Redigera Wikidata]